# Релсонабивачка
Релсонабивачката е вид машина която се ползва при изграждането на нова железопътна линия или при подменянето на старата. В миналото в България са използвани източногермански машини.